# EuroNat
EuroNat fue una organización de partidos políticos nacionalistas y ultraderechistas de Europa, formada inicialmente en un congreso del Frente Nacional francés (FN) celebrado en Estrasburgo el 30 de marzo de 1997. Tuvo una estructura organizativa difusa, y estaba en la práctica controlado por el FN. La organización falló en su intento de obtener apoyo masivo en Europa Occidental, ya que el entonces líder del FN, Jean-Marie Le Pen, tuvo mucho más éxito recabando apoyos en Europa del Este. NordNat fue un intento de crear una división regional de partidos nórdicos. A finales de la década de los 2000, EuroNat solo contaba con 6 partidos miembros.

## Miembros fundadores
| País            | Partido                                  | Líder (1997)         |
| --------------- | ---------------------------------------- | -------------------- |
| Alemania        | Unión del Pueblo Alemán                  | Gerhard Frey         |
| Bélgica         | Bloque Flamenco                          | Frank Vanhecke       |
| Croacia         | Partido Croata de los Derechos           | Anto Đapić           |
| Eslovaquia      | Partido Nacional Eslovaco                | Ján Slota            |
| España          | Democracia Nacional                      | Manuel Canduela      |
| Finlandia       | Alianza Nacional Patrótica               | Desconocido          |
| Francia         | Frente Nacional                          | Jean-Marie Le Pen    |
| Grecia          | Frente Helénico                          | Makis Voridis        |
| Hungría         | Partido Húngaro de la Justicia y la Vida | István Csurka        |
| Italia          | Forza Nuova                              | Roberto Fiore        |
| Italia          | Fiamma Tricolore                         | Pino Rauti           |
| Portugal        | Aliança Nacional                         | Paulo Rodrigues      |
| Reino Unido     | Partido Nacional Británico               | John Tyndall         |
| República Checa | Partido Republicano de Checoslovaquia    | Miroslav Sládek      |
| Rumanía         | Partido de la Gran Rumanía               | Corneliu Vadim Tudor |
| Serbia          | Partido Radical Serbio                   | Vojislav Šešelj      |
| Suecia          | Nationaldemokraterna                     | Jimmie Åkesson       |
| Suecia          | Demócratas de Suecia                     | Marc Abramsson       |

- Datos: Q1367039